# Talloljeskinn
Talloljeskinn (Sistotrema citriforme) är en svampart som först beskrevs av Mads Peter Christiansen, och fick sitt nu gällande namn av K.H. Larss. & Hjortstam 1987. Enligt Catalogue of Life ingår talloljeskinn i släktet Sistotrema och familjen Hydnaceae, men enligt Dyntaxa är tillhörigheten istället släktet Sistotrema och familjen Sistotremataceae. Arten är reproducerande i Sverige. Inga underarter finns listade i Catalogue of Life.